# Selektywność zabezpieczeń
Selektywność – właściwość, jaką posiada zespół zabezpieczeń połączonych względem siebie szeregowo. Polega ona na wyłączeniu zasilania przez zabezpieczenie znajdujące się najbliżej zakłócenia (zwarcie, przeciążenie). Wyizolowanie z instalacji uszkodzonego jej fragmentu. Wyłączniki instalacyjne typu „S” (nawet o różnej charakterystyce czasowo-prądowej: B, C, D) nie gwarantują selektywnego działania. Selektywność próbuje się osiągnąć przez zastosowanie wyłączników instalacyjnych selektywnych. W konfiguracji i doborze zabezpieczeń pomocna jest całka Joule’a I2t.